# Tiptoe Through the Tulips
Albums de Tiny Tim
Tiny Tim's Second Album
Pistes de God Bless Tiny Tim
Welcome to my Dream
(1) Livin' in the Sunlight, Lovin' in the Moonlight
(3)
Tiptoe Through the Tulips, parfois titré Tip Toe Thru' the Tulips with Me, est une chanson populaire de 1929 reprise par le chanteur américain Tiny Tim, présente sur l'album God Bless Tiny Tim sorti en 1968.

## Histoire
En 1929, le guitariste Nick Lucas (en) introduit Tiptoe Through the Tulips dans le film Gold Diggers of Broadway. Sa version atteint la première place des classements américains pendant dix semaines. D'autres artistes ont également enregistré la chanson cette année-là, notamment Jean Goldkette, Johnny Marvin et Roy Fox.

## Version de Tiny Tim
En 1968, Herbert Buckingham, dit Tiny Tim, reprend Tiptoe Through the Tulips sous le titre Tip Toe Thru' the Tulips with Me sur son album God Bless Tiny Tim. Sa version est devenue un succès, atteignant la dix-septième place du Billboard Hot 100 aux États-Unis cette année-là.
La performance de Tiny Tim devient apparaît dans l'émission télévisée Rowan & Martin's Laugh-In le 5 février 1968, où il interprète la chanson en direct.

### Engouement
Le 28 novembre 1996, Tiny Tim est invité à venir jouer pendant un évènement caritatif au Women's Club de Minneapolis. Cependant, son médecin lui déconseille de jouer en raison de son état de santé critique. En effet, il avait déjà subi une attaque cardiaque et s'était évanoui en plein concert au Montague Grange Hall deux mois plus tard,.
Toutefois, malgré les recommandations de son médecin, Tiny Tim décide d'assister au concert. À son arrivée au club, un groupe est déjà en train de jouer. Lorsqu'ils lui cèdent enfin la scène, la salle s'est presque vide, et il se retrouve à se produire devant un public clairsemé.
Au fil de sa performance, Miss Sue, sa femme, remarque qu'il tremble et semble très mal en point. Puis, selon la légende, après avoir interprété Tip Toe Thru' the Tulips with Me, il va brusquement s'éloigner du micro, reculer, trébucher et s'effondrer à nouveau sur scène. Transporté en urgence au Hennepin County Medical Center, il y décède une heure plus tard.
Après cet événement , l’intérêt pour Tiny Tim et sa musique connaît un regain inattendu. Bien que Tip Toe Thru' the Tulips with Me n’ait rien d’effrayant en soi, une légende urbaine commence à circuler, affirmant que cette chanson l’aurait « tué » et serait maudite. Ce récit intrigue le public, et l’image de Tiny Tim prend une tournure sombre. L’association entre sa mort et sa chanson emblématique alimente les discussions, et progressivement, Tip Toe Thru' the Tulips with Me acquiert une réputation inquiétante, bien loin de son intention initiale.
En 2010, le film d’horreur Insidious donne une nouvelle dimension à cette légende. La chanson est utilisée dans une scène et renforce son atmosphère troublante. Rapidement, les réseaux sociaux s’emparent de l’histoire, et ainsi, sans raison apparente, Tip Toe Thru' the Tulips with Me est propulsée au rang des musiques les plus effrayantes de l’histoire.
En 2025, la série Le Jardinier utilise cette chanson lors du premier épisode.